# Mompha metallifera
Mompha metallifera é uma espécie de mariposa do gênero Mompha pertencente à família Coleophoridae.